# Ted Ligety
Theodore Sharp („Ted“) Ligety (* 31. August 1984 in Salt Lake City, Utah) ist ein ehemaliger US-amerikanischer Skirennläufer. Im Laufe seiner Karriere fuhr er erfolgreich in allen Disziplinen, ist aber vor allem einer der besten Riesenslalom-Läufer der Geschichte. In dieser Disziplin ist er mit fünf gewonnenen Disziplinenwertungen und 24 Rennsiegen der dritterfolgreichste Läufer hinter Ingemar Stenmark und Marcel Hirscher. Er wurde zudem als einziger Läufer dreimal Weltmeister und einmal Olympiasieger im Riesenslalom. Dazu kommen je ein WM-Titel und Olympiasieg in der Kombination und ein WM-Titel im Super-G. Damit ist er der erfolgreichste außereuropäische Skirennläufer sowohl bei Weltmeisterschaften als auch (nach Goldmedaillen) bei Olympischen Spielen.

## Biografie

### Jugend
Ligety hat ungarische Vorfahren und wuchs in Park City auf. Dort erlernte er als Zweijähriger das Skifahren und nahm im Alter von elf Jahren erstmals an Skirennen teil. Ab April 2000 fuhr er FIS-Rennen, der erste Einsatz im Nor-Am Cup folgte im Februar 2001. Die alpinen Skirennen der Olympischen Winterspiele 2002 fanden in Ligetys Wohnort Park City statt, so dass er sich freiwillig als Vorfahrer für den Slalom der Männer meldete. Zwar schied er bei den Juniorenweltmeisterschaften 2003 sowohl im Riesenslalom als auch im Slalom aus, doch der amerikanische Skiverband würdigte sein Talent und nahm ihn kurze Zeit später in das Development Team auf.
Die zusätzliche Förderung bewirkte eine Steigerung von Ligetys Leistungen. Am 22. November 2003 debütierte er im Weltcup, konnte sich aber im Riesenslalom von Park City nicht für den zweiten Lauf qualifizieren. Drei Monate später, am 29. Februar 2004, holte er mit Platz 23 im Slalom von Kranjska Gora die ersten Weltcuppunkte. Besonders erfolgreich war er im Nor-Am Cup: Mit je zwei ersten und dritten Plätzen entschied er die Slalomwertung für sich und klassierte sich in der Gesamtwertung als Zweiter. Hinzu kam der Gewinn der Slalom-Silbermedaille bei den Juniorenweltmeisterschaften 2004 in Maribor. In der Saison 2004/05 konzentrierte sich Ligety im Weltcup auf den Slalom und erreichte sechsmal eine Platzierung in den Punkterängen. Ende Februar 2005 stieß er in Kranjska Gora erstmals unter die besten zehn vor. Bei den Weltmeisterschaften 2005 in Bormio blieb Platz 12 in der Kombination sein einziges zählbares Ergebnis.

### Durchbruch und Olympiasieg 2006
Am 4. Dezember 2005 erzielte Ligety mit Platz drei im Riesenslalom von Beaver Creek die erste Podestplatzierung im Weltcup. Im weiteren Verlauf der Saison 2005/06 kamen je ein zweiter und dritter Platz hinzu, womit er sich endgültig an der Weltspitze etablierte. Für eine Überraschung sorgte er bei den Olympischen Winterspielen 2006, als er entgegen allen Erwartungen die Goldmedaille in der Kombination gewann, vor Ivica Kostelić und Rainer Schönfelder. Dieser Erfolg war deshalb bemerkenswert, weil er nach der Kombi-Abfahrt nur auf dem 32. Platz gelegen hatte, im Kombi-Slalom jedoch die klare Bestzeit erzielte. In den olympischen Riesenslalom- und Slalomrennen schied er hingegen aus. Drei Wochen nach dem Olympiasieg gelang ihm am 5. März 2006 beim Riesenslalom von Yongpyong der erste Weltcupsieg.
Im Winter 2006/07 bestritt Ligety Weltcuprennen in allen fünf Disziplinen. Vor dem Jahresende konnte er zwar zwei weitere Podestplatzierungen erzielen, doch insgesamt verlief die Saison für ihn leicht enttäuschend. Bei Weltcuprennen wurde er dreimal Vierter, ebenso im Riesenslalom der Weltmeisterschaften 2007 in Åre, wo er eine weitere Medaille um sieben Hundertstelsekunden verpasste. Überraschend war sein vierter Platz in der Abfahrt in Lenzerheide am 14. März 2007, sein erstes Top-10-Ergebnis in einer Weltcup-Abfahrt überhaupt. Vom Winter 2007/08 an verzichtete Ligety auf die Teilnahme an Abfahrtsrennen (außer im Rahmen von Kombinationen). Gegen Saisonende konnte er in Kranjska Gora und Bormio zwei weitere Siege feiern. Zusammen mit zwei dritten Plätzen war dies ausreichend für den erstmaligen Gewinn der Riesenslalom-Disziplinenwertung; im Gesamtweltcup wurde er Fünfter.
Ein weiterer Riesenslalom-Weltcupsieg kam in der Saison 2008/09 hinzu, wiederum in Kranjska Gora. Zwar konnte Ligety drei zusätzliche Podestplätze verbuchen, doch reichte dies in der Disziplinenwertung nur zum dritten Platz, wenn auch der Rückstand zu Sieger Didier Cuche relativ gering war. Höchst unterschiedlich waren seine Leistungen bei den Weltmeisterschaften 2009 in Val-d’Isère: Dem Gewinn der Bronzemedaille im Riesenslalom standen drei Ausfälle in den übrigen Rennen gegenüber. Anfang April 2009 erlitt Ligety beim Abfahrtstraining zu den amerikanischen Meisterschaften eine Knieverletzung, eine Operation war allerdings nicht erforderlich.

### Riesenlalom-Dominator
Am 29. Januar 2010 gewann Ligety sein fünftes Weltcuprennen; es war dies sein dritter Sieg in Folge auf der Podkoren-Piste in Kranjska Gora, die zu den anspruchsvollsten Riesenslalomstrecken der Welt gehört. Mit drei weiteren Podestplätzen entschied er zum zweiten Mal die Riesenslalom-Disziplinenwertung für sich. Hinzu kam in Val-d’Isère der erste Podestplatz in einem Super-G. Bei den Olympischen Winterspielen 2010 in Vancouver war ein fünfter Platz in der Super-Kombination sein bestes Ergebnis. Die Weltcupsaison 2010/11 begann Ligety mit drei Riesenslalomsiegen in Folge (Beaver Creek, Val-d’Isère, Alta Badia). Aus diesem Grund gehörte er vor den Weltmeisterschaften 2011 zu den meistgenannten Favoriten. In Garmisch-Partenkirchen bestätigte er die Erwartungen und gewann die Goldmedaille im Riesenslalom, nachdem er zuvor im Super-G und in der Super-Kombination ausgeschieden war. Zum Ende der Saison entschied er zum dritten Mal die Riesenslalom-Disziplinenwertung des Weltcups für sich.
Zu Beginn der Weltcup-Saison 2011/12 am 23. Oktober 2011 in Sölden gewann Ligety den Riesenslalom. Am 6. Dezember 2011 folgte in Beaver Creek sein insgesamt zehnter Weltcupsieg. Mit einem weiteren Sieg in Kranjska Gora, dem insgesamt vierten an diesem Ort, belegte er in der Riesenslalom-Disziplinenwertung schließlich den zweiten Platz hinter Marcel Hirscher. Daneben feierte er bei der zweiten Ausgabe des Alpine Rockfest, einem international besetzten Einladungsrennen im italienischen Andalo, seinen ersten von zwei Siegen in diesem Wettbewerb.

### Dreifacher Weltmeister
Vor der Saison 2012/13 führte der Weltskiverband FIS ein neues Materialreglement ein. Unter anderem sollte mit einer schmaleren Taillierung der Carving-Skis das Verletzungsrisiko insbesondere im Riesenslalom verringert werden. Ligety gehörte zu den schärfsten Kritikern der neuen Regelung und sprach sich mehrmals öffentlich dagegen aus. Die Änderung sei ohne Rücksprache mit den Athleten erfolgt und werfe die technische Entwicklung um Jahrzehnte zurück. Allerdings gelang Ligety die erzwungene Umstellung auf das neue Material weitaus am besten. Zum Saisonauftakt entschied er den Riesenslalom von Sölden mit einem Vorsprung von 2,75 Sekunden für sich – seit 1979 hatte kein Skirennläufer in dieser Disziplin derart deutlich gewonnen. Ähnlich deutlich dominierte er die Konkurrenz Mitte Dezember auf der Gran Risa in Alta Badia, die als anspruchsvollste Strecke der Welt gilt, wo er im ersten Durchgang 2,40 Sekunden schneller war als der Zweitplatzierte.
Von den acht Weltcup-Riesenslaloms der Saison gewann Ligety sechs (darunter erstmals in Adelboden und Lenzerheide); zweimal wurde er Dritter. Bei den Weltmeisterschaften 2013 in Schladming gewann er die Goldmedaille im Super-G und in der Super-Kombination; in diesen beiden Disziplinen hatte er noch keinen Weltcupsieg vorzuweisen. Auch seinen 2011 errungenen Weltmeistertitel im Riesenslalom verteidigte er erfolgreich. Ligety ist erst der fünfte Skirennläufer, der bei denselben Weltmeisterschaften dreimal die Goldmedaille gewinnen konnte. Vor ihm war dies nur Émile Allais (1937), Stein Eriksen (1954), Toni Sailer (1956, 1958) und Jean-Claude Killy (1968) gelungen. Mit dem Sieg im zweitletzten Rennen der Saison in Kranjska Gora sicherte er sich vorzeitig zum insgesamt vierten Mal die Riesenslalom-Disziplinenwertung.

### Erneut Olympiasieger und Weltmeister
In der Saison 2013/14 setzte Ligety seine Riesenslalom-Siegesserie fort. Er gewann sowohl in Sölden als auch in Beaver Creek. Damit gelang es ihm als ersten Skirennläufer seit Alberto Tomba im Jahr 1991, vier Riesenslaloms in Folge für sich zu entscheiden. Der Bestmarke von Ingemar Stenmark (vierzehn Siege in Serie) konnte er jedoch nicht annähern, da er am 14. Dezember in Val-d’Isère ausschied; es war dies der erste Ausfall nach siebeneinhalb Jahren. Im Riesenslalom von Adelboden folgte ein weiterer Ausfall. Trotz dieser gerissenen Serie feierte Ligety weitere Erfolge. Durch den Sieg in der Super-Kombination von Wengen und dem 2. Platz in der Super-Kombination von Kitzbühel sicherte er sich die Kombinations-Disziplinenwertung punktgleich mit Alexis Pinturault.
Bei den Olympischen Winterspielen 2014 in Sotschi galt Ligety in der Super-Kombination und im Riesenslalom als Topfavorit. Im Kombinationsbewerb enttäuschte er allerdings und wurde nur Zwölfter. Anders lief es in seiner Paradedisziplin. Er hielt den Erwartungen stand und gewann souverän seine zweite Goldmedaille. Am 12. März 2014 erreichte Ligety beim Weltcupfinale in Lenzerheide den 2. Platz in der Abfahrt (es war dies auch erst sein zweites Top-Ten-Ergebnis in einer Abfahrt seit sieben Jahren, das er am selben Austragungsort erreicht hatte). Somit hatte er nun in jeder Disziplin mindestens einen Podestplatz vorweisen. Drei Tage später entschied er die Riesenslalom-Disziplinenwertung durch einen Sieg im letzten Rennen der Saison für sich. Marcel Hirscher und Ligety hatten die gleiche Punktezahl in der Disziplinenwertung, doch die größere Anzahl an Saisonsiegen (5:2) gab den Ausschlag für den Amerikaner. Somit gewann Ligety zum fünften Mal die kleine Kristallkugel; nur Stenmark (mit insgesamt 7) hatte damals mehr Erfolge in Riesenslalom-Disziplinenwertungen vorzuweisen. Hirscher zog schließlich vier Jahre später gleich und überholte ihn 2019.
Die Saison 2014/15 begann für Ligety nicht optimal. In der zweiten Novemberhälfte erlitt er im Training einen mehrfachen Bruch der linken Hand, die daraufhin mit drei Schrauben operiert werden musste. Nur etwas mehr als zwei Wochen später gewann er zum fünften Mal den Riesenslalom von Beaver Creek, wo zwei Monate später die Weltmeisterschaften stattfanden. Dort gewann Ligety zunächst die Bronzemedaille in der Kombination, während er im Super-G auf Platz neun fuhr. Er gewann zum sechsten Mal in Serie einen Riesenslalom auf der Birds of Prey und errang damit seinen fünften Weltmeistertitel. Drei Weltmeistertitel in derselben Disziplin zu gewinnen war zuvor nur Stenmark im Slalom (1978, 1980, 1982) und Kjetil André Aamodt in der Kombination (1997, 1999, 2001) gelungen.

### Verletzungsserie
Zu Beginn der Saison 2015/16 konnte Ligety zum vierten Mal den Riesenslalom von Sölden gewinnen und damit seinen 25. und letzten Weltcupsieg einfahren. Ein Riss des vorderen Kreuzbandes im Knie, den er sich am 28. Januar 2016 beim Training in Oberjoch zuzog, bedeutete für ihn das vorzeitige Saisonende. In der Folgesaison 2016/17 kehrte Ligety in den Weltcup zurück. Im ersten Rennen des Winters, dem Riesenslalom von Sölden am 23. Oktober 2016, fuhr er auf den fünften Platz. In zwei der drei folgenden Rennen hatte er Ausfälle zu verzeichnen – zurückzuführen auf Schmerzen im Rücken. Er beendete Mitte Januar 2017 die Saison ein weiteres Mal vorzeitig, um sich einer Operation an der Wirbelsäule und an den Bandscheiben zu unterziehen. Dadurch verpasste er die Weltmeisterschaften in St. Moritz.
In der Saison 2017/18 fuhr Ligety im Weltcup dreimal unter die besten zehn. Sein bestes Ergebnis war dabei Platz drei im Riesenslalom von Garmisch-Partenkirchen am 28. Januar 2018. Er nahm an den Olympischen Winterspielen 2018 in Pyeongchang teil, wo er in der Kombination auf den fünften Platz fuhr. Auch in der Saison 2018/19 war Ligety weiterhin durch Rückenprobleme beeinträchtigt, da er nur ein reduziertes Trainingsprogramm absolvieren konnte. Im Weltcup reichte es für eine Top-10-Platzierung, bei den Weltmeisterschaften 2019 in Åre für Platz 11 im Riesenslalom.
Ursprünglich plante er sein letztes Rennen während der alpinen Skiweltmeisterschaften in Cortina d’Ampezzo am 19. Februar 2021. Jedoch musste er aufgrund von starken Rückenschmerzen, die ihn die letzten Jahre immer wieder begleiteten, diese Pläne aufgeben und vorzeitig seine Karriere beenden.

## Persönliches
Im Herbst 2006 gründete Ligety zusammen mit einem Geschäftspartner das Unternehmen Shred Optics. Es vertreibt Skibrillen, Sonnenbrillen und Skihelme, die von ihm selbst entworfen werden.
Seit Juli 2015 ist er mit seiner langjährigen amerikanischen Lebensgefährtin Mia Pascoe verheiratet. Die beiden sind seit Juli 2017 Eltern eines Sohnes. Im Juli 2020 bekamen sie Zwillinge.

## Erfolge

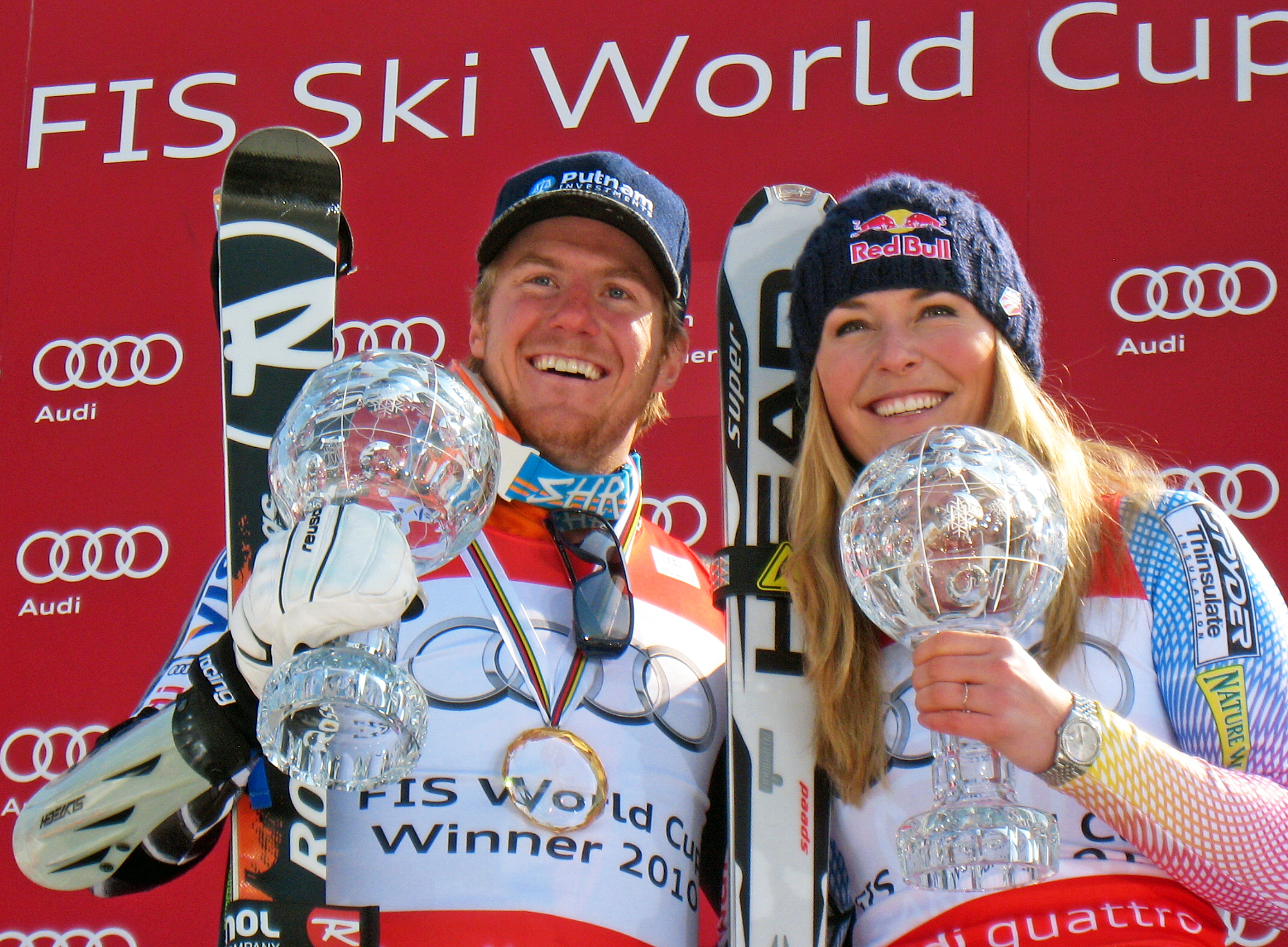
Ted Ligety und Lindsey Vonn (2010)

### Olympische Spiele
- Turin 2006: 1. Kombination
- Vancouver 2010: 5. Super-Kombination, 9. Riesenslalom, 19. Super-G
- Sotschi 2014: 1. Riesenslalom, 12. Super-Kombination, 14. Super-G
- Pyeongchang 2018: 5. Kombination, 15. Riesenslalom

### Weltmeisterschaften
- Bormio 2005: 12. Kombination
- Åre 2007: 4. Riesenslalom, 31. Super-G
- Val-d’Isère 2009: 3. Riesenslalom
- Garmisch-Partenkirchen 2011: 1. Riesenslalom, 19. Slalom
- Schladming 2013: 1. Super-G, 1. Super-Kombination, 1. Riesenslalom
- Vail/Beaver Creek 2015: 1. Riesenslalom, 3. Alpine Kombination, 9. Super-G
- Åre 2019: 11. Riesenslalom

### Weltcupwertungen
| Saison  | Gesamt | Gesamt | Abfahrt | Abfahrt | Super-G | Super-G | Riesenslalom | Riesenslalom | Slalom | Slalom | Kombination | Kombination | City Event | City Event |
| Saison  | Platz  | Punkte | Platz   | Punkte  | Platz   | Punkte  | Platz        | Punkte       | Platz  | Punkte | Platz       | Punkte      | Platz      | Punkte     |
| ------- | ------ | ------ | ------- | ------- | ------- | ------- | ------------ | ------------ | ------ | ------ | ----------- | ----------- | ---------- | ---------- |
| 2003/04 | 132.   | 8      | –       | –       | –       | –       | –            | –            | 54.    | 8      | –           | –           | –          | –          |
| 2004/05 | 62.    | 89     | –       | –       | –       | –       | –            | –            | 24.    | 89     | –           | –           | –          | –          |
| 2005/06 | 9.     | 636    | –       | –       | –       | –       | 12.          | 188          | 4.     | 396    | 13.         | 52          | –          | –          |
| 2006/07 | 11.    | 534    | 35.     | 50      | –       | –       | 8.           | 212          | 15.    | 170    | 11.         | 102         | –          | –          |
| 2007/08 | 5.     | 898    | –       | –       | 40.     | 8       | 1.           | 485          | 9.     | 274    | 7.          | 131         | –          | –          |
| 2008/09 | 9.     | 598    | –       | –       | 21      | 58      | 3.           | 421          | 22.    | 113    | 44.         | 6           | –          | –          |
| 2009/10 | 7.     | 667    | –       | –       | 14.     | 119     | 1.           | 412          | 24.    | 65     | 14.         | 71          | –          | –          |
| 2010/11 | 9.     | 610    | 58.     | 5       | 35.     | 27      | 1.           | 383          | 24.    | 101    | 13.         | 79          | 9.         | 15         |
| 2011/12 | 9.     | 853    | 47.     | 9       | 34.     | 38      | 2.           | 513          | 15.    | 193    | 13.         | 85          | 9.         | 15         |
| 2012/13 | 3.     | 1022   | –       | –       | 7.      | 159     | 1.           | 720          | 19.    | 143    | –           | –           | 13.        | 15         |
| 2013/14 | 4.     | 991    | 26.     | 80      | 20.     | 90      | 1.           | 560          | 23.    | 81     | 1.          | 180         | –          | –          |
| 2014/15 | 11.    | 560    | 58.     | 3       | 39.     | 24      | 3.           | 462          | 39.    | 26     | 11.         | 45          | –          | –          |
| 2015/16 | 38.    | 248    | –       | –       | 25.     | 80      | 18.          | 157          | 49.    | 11     | –           | –           | –          | –          |
| 2016/17 | 86.    | 71     | –       | –       | 55.     | 2       | 27.          | 69           | –      | –      | –           | –           | –          | –          |
| 2017/18 | 40.    | 188    | –       | –       | –       | –       | 11.          | 164          | –      | –      | 21.         | 24          | –          | –          |
| 2018/19 | 51.    | 158    | –       | –       | 47.     | 9       | 20.          | 111          | –      | –      | 13.         | 38          | –          | –          |
| 2019/20 | 44.    | 165    | –       | –       | 57.     | 3       | 12.          | 162          | –      | –      | –           | –           | –          | –          |
| 2020/21 | 121.   | 17     | –       | –       | –       | –       | 41.          | 17           | –      | –      | –           | –           | –          | –          |

### Weltcupsiege
Ligety errang bisher 52 Podestplätze, davon 25 Siege:
| Datum             | Ort           | Land       | Disziplin         |
| ----------------- | ------------- | ---------- | ----------------- |
| 5. März 2006      | Yongpyong     | Südkorea   | Riesenslalom      |
| 8. März 2008      | Kranjska Gora | Slowenien  | Riesenslalom      |
| 14. März 2008     | Bormio        | Italien    | Riesenslalom      |
| 28. Februar 2009  | Kranjska Gora | Slowenien  | Riesenslalom      |
| 29. Januar 2010   | Kranjska Gora | Slowenien  | Riesenslalom      |
| 5. Dezember 2010  | Beaver Creek  | USA        | Riesenslalom      |
| 11. Dezember 2010 | Val-d’Isère   | Frankreich | Riesenslalom      |
| 19. Dezember 2010 | Alta Badia    | Italien    | Riesenslalom      |
| 23. Oktober 2011  | Sölden        | Österreich | Riesenslalom      |
| 6. Dezember 2011  | Beaver Creek  | USA        | Riesenslalom      |
| 10. März 2012     | Kranjska Gora | Slowenien  | Riesenslalom      |
| 28. Oktober 2012  | Sölden        | Österreich | Riesenslalom      |
| 2. Dezember 2012  | Beaver Creek  | USA        | Riesenslalom      |
| 16. Dezember 2012 | Alta Badia    | Italien    | Riesenslalom      |
| 12. Januar 2013   | Adelboden     | Schweiz    | Riesenslalom      |
| 9. März 2013      | Kranjska Gora | Slowenien  | Riesenslalom      |
| 16. März 2013     | Lenzerheide   | Schweiz    | Riesenslalom      |
| 27. Oktober 2013  | Sölden        | Österreich | Riesenslalom      |
| 8. Dezember 2013  | Beaver Creek  | USA        | Riesenslalom      |
| 17. Januar 2014   | Wengen        | Schweiz    | Super-Kombination |
| 2. Februar 2014   | St. Moritz    | Schweiz    | Riesenslalom      |
| 8. März 2014      | Kranjska Gora | Slowenien  | Riesenslalom      |
| 15. März 2014     | Lenzerheide   | Schweiz    | Riesenslalom      |
| 7. Dezember 2014  | Beaver Creek  | USA        | Riesenslalom      |
| 25. Oktober 2015  | Sölden        | Österreich | Riesenslalom      |

### Nor-Am Cup
- Saison 2003/04: 2. Gesamtwertung, 1. Slalomwertung, 5. Riesenslalomwertung
- 7 Podestplätze, davon 3 Siege:

| Datum             | Ort            | Land   | Disziplin |
| ----------------- | -------------- | ------ | --------- |
| 3. Januar 2004    | Sunday River   | USA    | Slalom    |
| 12. März 2004     | Mont-Tremblant | Kanada | Slalom    |
| 30. November 2005 | Keystone       | USA    | Slalom    |

### Europacup
- 3 Podestplätze, davon 1 Sieg:

| Datum        | Ort           | Land      | Disziplin |
| ------------ | ------------- | --------- | --------- |
| 2. März 2004 | Kranjska Gora | Slowenien | Slalom    |

### Juniorenweltmeisterschaften
- Maribor 2004: 2. Slalom, 9. Kombination, 12. Riesenslalom, 26. Super-G, 47. Abfahrt

### Weitere Erfolge
- 4 amerikanische Meistertitel (Slalom 2005, 2006 und 2013; Riesenslalom 2007)
- 2 Podestplätze im Australia New Zealand Cup, davon 1 Sieg
- 6 Siege in FIS-Rennen

### Auszeichnungen
- 2012/13 USOC Athlete of the Year